# Il cucciolo Scooby-Doo
Il cucciolo Scooby-Doo (A Pup Named Scooby-Doo) è una serie animata prodotta da Hanna-Barbera Productions basata sui personaggi del franchise Scooby-Doo. Lo spin-off fu creato da Tom Ruegger e andò in onda per la prima volta il 10 settembre 1988 sulla ABC. Furono prodotti ventisette episodi: tredici nel 1988, otto nel 1989, tre nel 1990 e tre nel 1991.
Dopo la prima delle quattro stagioni, molti dello staff della Hanna-Barbera, incluso Tom Ruegger, lasciarono lo studio per rilanciare la Warner Bros. Animation, iniziando da I favolosi Tiny.
La serie si incentra su Scooby e la sua gang da piccoli sempre a caccia di misteri e a capo dell'Agenzia Investigativa Scooby-Doo.
Fu l'ultima serie televisiva di Scooby-Doo ad essere prodotta dalla Hanna-Barbera la quale chiuse i battenti dieci anni dopo nel 2001.

## Personaggi
L'Agenzia Investigativa Scooby-Doo è la squadra protagonista della serie composta da:
- Scoobert "Scooby" Doo: è un cucciolo di alano parlante, fifone e sempre affamato. Il suo migliore amico è Shaggy, e i due vengono "usati" dal resto della gang come esche per far abboccare il mostro del giorno in trappola. Molte volte use la sua coda e la sua flessibilità per scappare dai mostri e per aiutare la gang in momenti ardui. Inoltre, farebbe di tutto per gli Scooby Snacks che gli danno tanta energia da poter uscire da ogni situazione scomoda. Per la prima volta nel franchise, nell'adattamento italiano della serie, Scooby ha un inusuale marcato accento ed espressioni dialettali prettamente napoletani che creano intermezzi e dinamiche tempistiche comiche.
- Norville "Shaggy" Rogers: è un bambino alto e snello con capelli castani e indossa una maglietta verde e pantaloni marroni. Come il suo partner Scooby, ama mangiare ed è molto fifone. Nonostante la sua codardia, riesce molte volte, in modo creativo, a fuggire dal mostro tramite travestimenti e inganni ed è molto affezionato ai suoi amici.
- Daphne Blake: è una bambina attraente e vanitosa ma molto indipendente. Hai i capelli rossi e una carnagione chiara. Veste principalmente di rosa e dalla seconda stagione ha un maggiordomo pronto a servirla in qualsiasi momento e ad aiutarla nella risoluzione del caso. La maggior parte delle volte si presenta come una ragazzina viziata e leggermente arrogante, sempre pronta ad avere da ridire sulle paure di Shaggy e Scooby e sui sospetti infondati di Fred. Inoltre, è molto scettica e non ha mai paura di affrontare il mostro accusandolo di essere un falso.
- Frederick "Fred" Jones: è un bambino alto e muscoloso e coraggioso. Leader della gang, ha i capelli biondi e veste una maglia bianca, blue jeans e un foulard arancione. Non è molto intelligente e tende ad ipotizzare sempre teorie esagerate e assurde, puntando il dito contro il suo nemico numero uno, Red Herring. Non ha paura di dire quello che pensa e di mettersi in gioco. Anche se le sue intuizioni tendono ad essere errate e a mettere in imbarazzo il resto della squadra, non ha mai cattive intenzioni.
- Velma Dinkley: è una bambina molto intelligente e saccente, cervellona del gruppo. Mettendo insieme gli indizi che trova viene sempre a capo del mistero. Non parla quasi mai, solamente quando deve spiegare i risvolti del caso, e non si lascia scalfire da forti emozioni o da paure infondata. Anzi, è cintura nera di arti marziali e esperta in sport e hobby insoliti. Molte volte trasporta la gang tramite uno skateboard enorme con motore turbo, che la rende spericolata. Ogni volta che trova un indizio pronuncia la parola "ciccioli!" ("jinkies!"), tradotta in future iterazioni con l'esclamazione "accidenti!", e molte volte escogita trappole complesse per catturare il mostro di turno.

### Personaggi ricorrenti
- Red Herring: il bullo del quartiere che prende in giro la Scooby Gang e di solito viene sempre accusato da Fred di essere il mostro di turno.
- Jenkins: il maggiordomo personale di Daphne che è sempre pronto ad accorrere al suo servizio e ad accettare le sue richieste, per quanto rischiose e assurde possano essere.
- Giornalista: un giornalista televisivo che in molti episodi dà alla gang informazioni sul mistero o aiuta a rompere la quarta parete, interrompendo l'episodio e facendo annunci assurdi.
- Tra i personaggi ricorrenti, appare spesso la famiglia di Shaggy: il signor Rogers, suo padre, un poliziotto muscoloso e attraente; la signora Rogers, sua madre, una mamma premurosa; Shiggy Rogers, sorella minore, una bambina curiosa e che tende a cacciarsi nei guai.
- Commander Cool e Mellow Mutt: duo di supereroi composti da un supereroe e un super cane. Sono il fumetto preferito da Shaggy e Scooby, da cui i due si travestono spesso per situazioni particolari o per acquisire un poco di coraggio.

## Doppiaggio
| Personaggio   | Doppiatore Originale | Doppiatore Italiano |
| ------------- | -------------------- | ------------------- |
| Scooby Doo    | Don Messick          | Antonio Angrisano   |
| Shaggy Rogers | Casey Kasem          | Sergio Luzi         |
| Daphne Blake  | Kellie Martin        | Ilaria Latini       |
| Fred Jones    | Carl Steven          | Gianluca Storelli   |
| Velma Dinkley | Christina Lange      | Cinzia Villari      |

## Episodi
| Stagione         | Episodi | Prima TV originale | Prima TV Italia  |
| ---------------- | ------- | ------------------ | ---------------- |
| Prima stagione   | 13      | 10 settembre 1988  | 5 settembre 1994 |
| Seconda stagione | 8       | 9 settembre 1989   |                  |
| Terza stagione   | 4       | 8 settembre 1990   |                  |
| Quarta stagione  | 5       | 3 agosto 1991      | 1997             |

## Musiche
La sigla, traduzione della versione americana, è stata cantata in italiano da Ermavilo e, insieme alla colonna sonora di ogni episodio, prendono spunto dai generi jazz, funk e soul, con cori gospel di sottofondo.
Durante gli inseguimenti in ogni episodio, vengono cantate canzoni originali ma nella versione italiana, vengono usate solo le versioni strumentali.